# انتقام (فیلم ۲۰۰۹)
انتقام (به چینی: 復仇) یک فیلم اکشن و دلهره‌آور محصول سال ۲۰۰۹ سینمای هنگ کنگ و فرانسه به کارگردانی جانی تو و نویسندگی وای کافای است. جانی هالیدی، آنتونی وانگ، لام کا تونگ، لام سوئت، سیمون یام و سیلوی تستود در این فیلم ایفای نقش می‌کنند. این فیلم داستان فرانسیس کاستلو، آشپز فرانسوی و قاتل سابق را روایت می‌کند که دختر، داماد و نوه‌هایش توسط گروهی از تروریست‌های تثلیث چینی مورد حمله قرار می‌گیرند. کاستلو برای گرفتن انتقام به ماکائو سفر می‌کند تا انتقام مرگ خانواده‌اش را بگیرد. این فیلم به بررسی مضامین ترور، خشونت و تأثیر سه‌گانه در جامعه مدرن می‌پردازد.

## تولید
تصویربرداری اصلی فیلم از ۱۵ نوامبر ۲۰۰۸ تا ۳۱ ژانویه ۲۰۰۹ در هنگ کنگ و ماکائو انجام شد. در حالی که داستان در ماکائو جریان دارد، چندین صحنه در هنگ کنگ فیلمبرداری شده‌است.

## بازسازی
فیلم تالیوودی، آفتاب‌پرست (۲۰۱۱) به‌طور غیررسمی بر اساس این فیلم ساخته شده‌است.